# Melete nigricosta
Melete nigricosta is een vlinder uit de familie van de witjes (Pieridae). De wetenschappelijke naam van de soort is voor het eerst geldig gepubliceerd in 1915 door JOicey & Rosenberg.